# Campionati del mondo di ciclismo su pista 2014
I Campionati del mondo di ciclismo su pista 2014 si svolsero a Cali, in Colombia, dal 26 febbraio al 2 marzo, all'interno del Velódromo Alcides Nieto Patiño.
Furono 19 le gare in programma, di cui 10 maschili e 9 femminili.

## Eventi
Orari locali, UTC-5.
Mercoledì 26 febbraio
- 18:15-21:15
  - Scratch femminile
  - Inseguimento a squadre maschile
  - Velocità a squadre femminile
  - Velocità a squadre maschile

Giovedì 27 febbraio
- 18:30-21:50
  - 500 metri a cronometro femminile
  - Scratch maschile
  - Inseguimento individuale maschile
  - Keirin maschile
  - Inseguimento a squadre femminile

Venerdì 28 febbraio
- 18:30-22:05 
  - Chilometro a cronometro maschile
  - Inseguimento individuale femminile
  - Corsa a punti maschile

Sabato 1º marzo
- 18:30-22:15
  - Corsa a punti femminile
  - Velocità femminile
  - Omnium maschile

Domenica 2 marzo
- 15:30-18:55
  - Omnium femminile
  - Keirin femminile
  - Velocità maschile
  - Americana

## Medagliere
| Pos.   | Nazione       | Oro | Argento | Bronzo | Totale |
| ------ | ------------- | --- | ------- | ------ | ------ |
| 1      | Germania      | 4   | 4       | 0      | 8      |
| 2      | Francia       | 4   | 0       | 1      | 5      |
| 3      | Australia     | 3   | 2       | 3      | 8      |
| 4      | Gran Bretagna | 2   | 1       | 2      | 5      |
| 5      | Nuova Zelanda | 1   | 1       | 3      | 5      |
| 6      | Colombia      | 1   | 1       | 0      | 2      |
| 6      | Stati Uniti   | 1   | 1       | 0      | 2      |
| 8      | Russia        | 1   | 0       | 4      | 5      |
| 9      | Spagna        | 1   | 0       | 1      | 2      |
| 10     | Belgio        | 1   | 0       | 0      | 1      |
| 11     | Cina          | 0   | 2       | 1      | 3      |
| 12     | Canada        | 0   | 1       | 1      | 2      |
| 12     | Paesi Bassi   | 0   | 1       | 1      | 2      |
| 12     | Svizzera      | 0   | 1       | 1      | 2      |
| 15     | Danimarca     | 0   | 1       | 0      | 1      |
| 15     | Irlanda       | 0   | 1       | 0      | 1      |
| 15     | Polonia       | 0   | 1       | 0      | 1      |
| 15     | Rep. Ceca     | 0   | 1       | 0      | 1      |
| 19     | Hong Kong     | 0   | 0       | 1      | 1      |
| Totale | Totale        | 19  | 19      | 19     | 57     |

## Podi
| Eventi                            | Oro                                                                                    | Prestazione | Argento                                                                                 | Prestazione | Bronzo                                                             | Prestazione |
| Uomini                            |                                                                                        |             |                                                                                         |             |                                                                    |             |
| Velocità dettagli                 | François Pervis Francia                                                                |             | Stefan Bötticher Germania                                                               |             | Denis Dmitriev Russia                                              |             |
| Chilometro da fermo dettagli      | François Pervis Francia                                                                | 59"385      | Joachim Eilers Germania                                                                 | 59"984      | Simon Van Velthooven Nuova Zelanda                                 | 1'00"518    |
| Inseguimento individuale dettagli | Alexander Edmondson Australia                                                          | 4'22"582    | Stefan Küng Svizzera                                                                    | 4'22"995    | Marc Ryan Nuova Zelanda                                            | 4'22"895    |
| Inseguimento a squadre dettagli   | Australia Luke Davison Alexander Edmondson Mitchell Mulhern Glenn O'Shea Miles Scotson | 3'57"907    | Danimarca Casper von Folsach Lasse Norman Hansen Rasmus Christian Quaade Alex Rasmussen | 3'59"623    | Nuova Zelanda Pieter Bulling Aaron Gate Dylan Kennett Marc Ryan    | 3'58"989    |
| Velocità a squadre dettagli       | Nuova Zelanda Edward Dawkins Ethan Mitchell Sam Webster                                | 42"840      | Germania René Enders Robert Förstemann Maximilian Levy                                  | 42"855      | Francia Grégory Baugé Michaël D'Almeida Kévin Sireau               | 43"285      |
| Keirin dettagli                   | François Pervis Francia                                                                |             | Fabián Puerta Colombia                                                                  | a 0"038     | Matthijs Büchli Paesi Bassi                                        | a 0"086     |
| Scratch dettagli                  | Ivan Kovalëv Russia                                                                    |             | Martyn Irvine Irlanda                                                                   |             | Cheung King Lok Hong Kong                                          |             |
| Corsa a punti dettagli            | Edwin Ávila Colombia                                                                   | 70 p.ti     | Thomas Scully Nuova Zelanda                                                             | 66 p.ti     | Eloy Teruel Spagna                                                 | 58 p.ti     |
| Americana dettagli                | Spagna David Muntaner Albert Torres                                                    | 18 p.ti     | Rep. Ceca Martin Bláha Vojtěch Hačecký                                                  | 12 p.ti     | Svizzera Stefan Küng Théry Schir                                   | 7 p.ti      |
| Omnium dettagli                   | Thomas Boudat Francia                                                                  | 24 p.ti     | Tim Veldt Paesi Bassi                                                                   | 28 p.ti     | Viktor Manakov Russia                                              | 32 p.ti     |
| Donne                             |                                                                                        |             |                                                                                         |             |                                                                    |             |
| Velocità dettagli                 | Kristina Vogel Germania                                                                |             | Zhong Tianshi Cina                                                                      |             | Lin Junhong Cina                                                   |             |
| 500 m da fermo dettagli           | Miriam Welte Germania                                                                  | 33"451      | Anna Meares Australia                                                                   | 33"548      | Anastasija Vojnova Russia                                          | 33"789      |
| Inseguimento individuale dettagli | Joanna Rowsell Gran Bretagna                                                           | 3'30"318    | Sarah Hammer Stati Uniti                                                                | 3'31"535    | Amy Cure Australia                                                 | 3'36"174    |
| Inseguimento a squadre dettagli   | Gran Bretagna Katie Archibald Elinor Barker Joanna Rowsell Laura Trott                 | 4'23"407    | Canada Allison Beveridge Laura Brown Jasmin Glaesser Stephanie Roorda                   | 4'24"696    | Australia Amy Cure Annette Edmondson Melissa Hoskins Isabella King |             |
| Velocità a squadre dettagli       | Germania Kristina Vogel Miriam Welte                                                   | 32"440      | Cina Lin Junhong Zhong Tianshi                                                          | 33"239      | Gran Bretagna Rebecca James Jessica Varnish                        | 33"032      |
| Keirin dettagli                   | Kristina Vogel Germania                                                                |             | Anna Meares Australia                                                                   | a 0"085     | Rebecca James Gran Bretagna                                        | a 0"140     |
| Scratch dettagli                  | Kelly Druyts Belgio                                                                    |             | Katarzyna Pawłowska Polonia                                                             |             | Evgenija Romanjuta Russia                                          |             |
| Corsa a punti dettagli            | Amy Cure Australia                                                                     | 38 p.ti     | Stephanie Pohl Germania                                                                 | 35 p.ti     | Jasmin Glaesser Canada                                             | 32 p.ti     |
| Omnium dettagli                   | Sarah Hammer Stati Uniti                                                               | 14 p.ti     | Laura Trott Gran Bretagna                                                               | 20 p.ti     | Annette Edmondson Australia                                        | 24 p.ti     |